# Yannick Kakoko
Yannick Sambea Kakoko (ur. 26 stycznia 1990 w Saarbrücken) – niemiecki piłkarz kongijskiego pochodzenia występujący na pozycji pomocnika.

## Kariera klubowa
Kakoko zaczynał karierę w juniorskich zespołach z Niemiec jak ESV Saarbrücken i 1. FC Saarbrücken, po czym przeszedł do FC Metz. Po krótkim pobycie we Francji Kakoko wrócił do swojego rodzinnego kraju i dołączył do juniorów Bayernu Monachium, w którym przebił się do drugiego zespołu i zaliczył w nim trzy występy. Kolejne lata spędził w niemieckich drużynach z niższych lig jak Greuther Fürth, VfR Aalen, SV Wehen, Waldhof Mannheim czy FC 08 Homburg. W sezonie 2013/2014 wyjechał do Szwajcarii, gdzie dołączył do drugoligowego FC Wohlen, w którego barwach strzelił cztery bramki w 29. ligowych spotkaniach.
16 lipca 2014 roku został piłkarzem pierwszoligowej Miedzi Legnica. Po półtora roku spędzonym w klubie z województwa dolnośląskiego Kakoko przeszedł jako wolny zawodnik do Arki Gdynia, z którą wywalczył awans do Ekstraklasy.

## Życie prywatne
Jest synem Etepe Kakoko, uczestnika Mistrzostw Świata w piłce nożnej 1974, gdzie występował dla reprezentacji Zairu, a w latach późniejszych grał dla takich drużyn jak VfB Stuttgart czy 1. FC Saarbrücken.

## Statystyki kariery
Stan na 18 grudnia 2016
| Klub          | Sezon              | Liga               | Liga  | Liga   | Krajowy puchar | Krajowy puchar | Łącznie | Łącznie |
| Klub          | Sezon              | Liga               | Mecze | Bramki | Mecze          | Bramki         | Mecze   | Bramki  |
| ------------- | ------------------ | ------------------ | ----- | ------ | -------------- | -------------- | ------- | ------- |
| Miedź Legnica | 2014/2015          | I liga             | 31    | 3      | 2              | 0              | 33      | 3       |
| Miedź Legnica | 2015/2016 (j)      | I liga             | 9     | 0      | 2              | 0              | 11      | 0       |
| Arka Gdynia   | 2015/2016 (w)      | I liga             | 12    | 2      | 0              | 0              | 12      | 2       |
| Arka Gdynia   | 2016/2017          | Ekstraklasa        | 25    | 1      | 5              | 0              | 30      | 1       |
| Arka Gdynia   | 2017/2018          | Ekstraklasa        | 12    | 1      | 1              | 1              | 13      | 2       |
| Łącznie       | Ogólnie w karierze | Ogólnie w karierze | 89    | 7      | 10             | 1              | 99      | 8       |

## Sukcesy

### Arka Gdynia
- Puchar Polski (1×): 2016/17
- Superpuchar Ekstraklasy S.A. (1×): 2017